# الساندرو سانتوپادر
الساندرو سانتوپادر (انگلیسی: Alessandro Santopadre؛ زادهٔ ۴ اکتبر ۱۹۹۸) بازیکن فوتبال است.
از باشگاه‌هایی که در آن بازی کرده‌است می‌توان به باشگاه فوتبال پروجا و باشگاه فوتبال آتالانتا اشاره کرد.